# Carme Laura Gil i Miró
Carme Laura Gil i Miró (Benissanet, Ribera d'Ebre, 1935) és una filòloga i política catalana, diputada al Parlament de Catalunya en la VII Legislatura i al Congrés dels Diputats en la VI Legislatura.

## Biografia
Llicenciada en filologia clàssica, ha estat catedràtica de llatí a l'Institut Joan Maragall de Barcelona i a la Universitat de Barcelona. Militant de CDC, el 1980 fou nomenada directora general de batxillerat. De 1981 a 1994 fou directora general de Batxillerat, de Professorat i Centres i de Planificació escolar del Departament d'Ensenyament de la Generalitat de Catalunya. I de 1994 a 1996 fou comissària responsable del Museu d'Història de Catalunya.
A les eleccions generals espanyoles de 1996 fou escollida diputada per la circumscripció de Barcelona per CiU, on es destacà per votar a favor de la despenalització de l'avortament, i fou vocal suplent de la Diputació Permanent però deixà l'escó el 1999 quan fou nomenada Consellera d'Educació de la Generalitat de Catalunya, càrrec que ocupà fins al 2003.
Fou elegida diputada a les eleccions al Parlament de Catalunya de 2003. De 2003 a 2006 ha estat presidenta de la Comissió de Control Parlamentari de l'Actuació de la Corporació Catalana de Ràdio i Televisió i de les Empreses Filials i de la Comissió de Control de l'Actuació de la Corporació Catalana de Mitjans Audiovisuals.
Des del maig de 2006 manté actiu el seu blog Coc Ràpid, on no s'ha estalviat crítiques als dirigents de CiU, especialment a Josep Antoni Duran Lleida, o al Govern per alguna de les seves mesures més discutides.